# Raimundo López Pol
Raimundo López Pol ( Santiago de Compostela, 1877 - Santiago de Compostela, 19 de septiembre de 1958 ) fue un comerciante y político español que fue alcalde de Santiago de Compostela entre 1931 y 1934.

## Biografía
Figura de la artesanía compostelana, fue escultor en su juventud. Se dedicaba al comercio. Fue presidente del Centro Republicano Compostela durante la monarquía y concejal de Santiago de Compostela desde 1911. Fue elegido alcalde de Santiago de Compostela en las elecciones municipales de abril de 1931. Militante de la ORGA, en julio de 1932 convocó una asamblea de municipios de toda Galicia para redactar el Estatuto de Galicia (1932). Fue destituido como alcalde en noviembre de 1934. Fue uno de los fundadores del Partido Nacional Republicano, del que fue elegido presidente del comité local de Santiago de Compostela en mayo de 1935. En las elecciones de febrero de 1936 participó en la Candidatura de Centro Republicano y Coalición encabezada por Manuel Iglesias Corral pero no resultó elegido. Tras el golpe de Estado del 18 de julio de 1936 sufrió multas y fue exiliado. Permaneció en Cuba tres años, regresando a Santiago de Compostela en julio de 1939. Juzgado el 8 de febrero de 1940, fue condenado a seis meses de inhabilitación y multa de 25.000 pesetas.
Se casó en 1900 con Concepción Garabal Sánchez, quien falleció en 1928, y fueron padres de cuatro hijos: Mercedes, Santiago, Manuel (destacado pintor) y Concepción López Garabal.
| Predecesor: Felipe Gil Casares | Alcalde de Santiago 1931 - 1934 | Sucesor: Francisco Vázquez Enríquez |